# Montigny-lès-Cherlieu
Montigny-lès-Cherlieu è un comune francese di 174 abitanti situato nel dipartimento dell'Alta Saona nella regione della Borgogna-Franca Contea.

## Società

### Evoluzione demografica
Abitanti censiti